# Samuel Rogers
Samuel Rogers (30. června 1763, Newington Green – 18. listopadu 1855, Londýn) byl anglický básník, bankéř a mecenáš. Byl blízkým přítelem a podporovatelem Williama Wordswortha, S. T. Coleridgeho, George Gordona Byrona a dalších autorů.
Původně se chtěl stát presbyteriánským knězem, jeho otec bankéř ho ale donutil ke dráze finančníka. Ve volném čase se Samuel zajímal o literaturu, zvláště o dílo Thomase Graye, který byl jeho největším literárním vzorem. První svazek veršů vydal v roce 1786. Přes četné obchodní povinnosti hodně cestoval (Skotsko, Francie), obdivoval umění a seznamoval se s literáty. První samostatnou báseň, The Pleasures of Memory (Radosti paměti), vydal v roce 1792, setkala se s velkým úspěchem.
Sbíral umění a podporoval také místní umělce a literáty – pozvání na snídani k němu se rovnalo formálnímu uvedení mezi spisovatele. Za svůj úspěch vděčil i svým konverzačním schopnostem a sarkastickému humoru, spisovatele, herce, výtvarníky a jiné umělce všestranně podporoval. Získal si obrovský vliv na anglickou literaturu období romantismu.
K jeho hlavním literárním dílům patří An Epistle to a Friend (List příteli, 1798), v níž popisuje svůj ideál životního štěstí, romantické básnické povídky The Voyage of Columbus (Cesty Kolumbovy, 1810) a Jacqueline (1814) a meditativní skladba Human Life (Lidský život, 1819), na níž pracoval dvanáct let, dále deník z cesty do Itálie, kterou podnikl v roce 1814, a básnická skladba Italy (po mnoha částečných vydáních definitivně 1830), inspirovaná touž cestou.